# Putzträger
Die Verwendung von Putzträgern ist eine altbewährte Methode für das Putzen von Flächen, die sich eigentlich nicht oder in unzureichender Weise als Putzgrund eignen. Schilfrohrmatten (Schilfgewebe) und diagonal aufgenagelte (halbrund oder trapezförmige) Holzstäbe sind beispielhaft für die Vielfalt von schon in der Vergangenheit verwendeten Putzträgern, die heute immer mehr von modernen Geweben ersetzt werden.

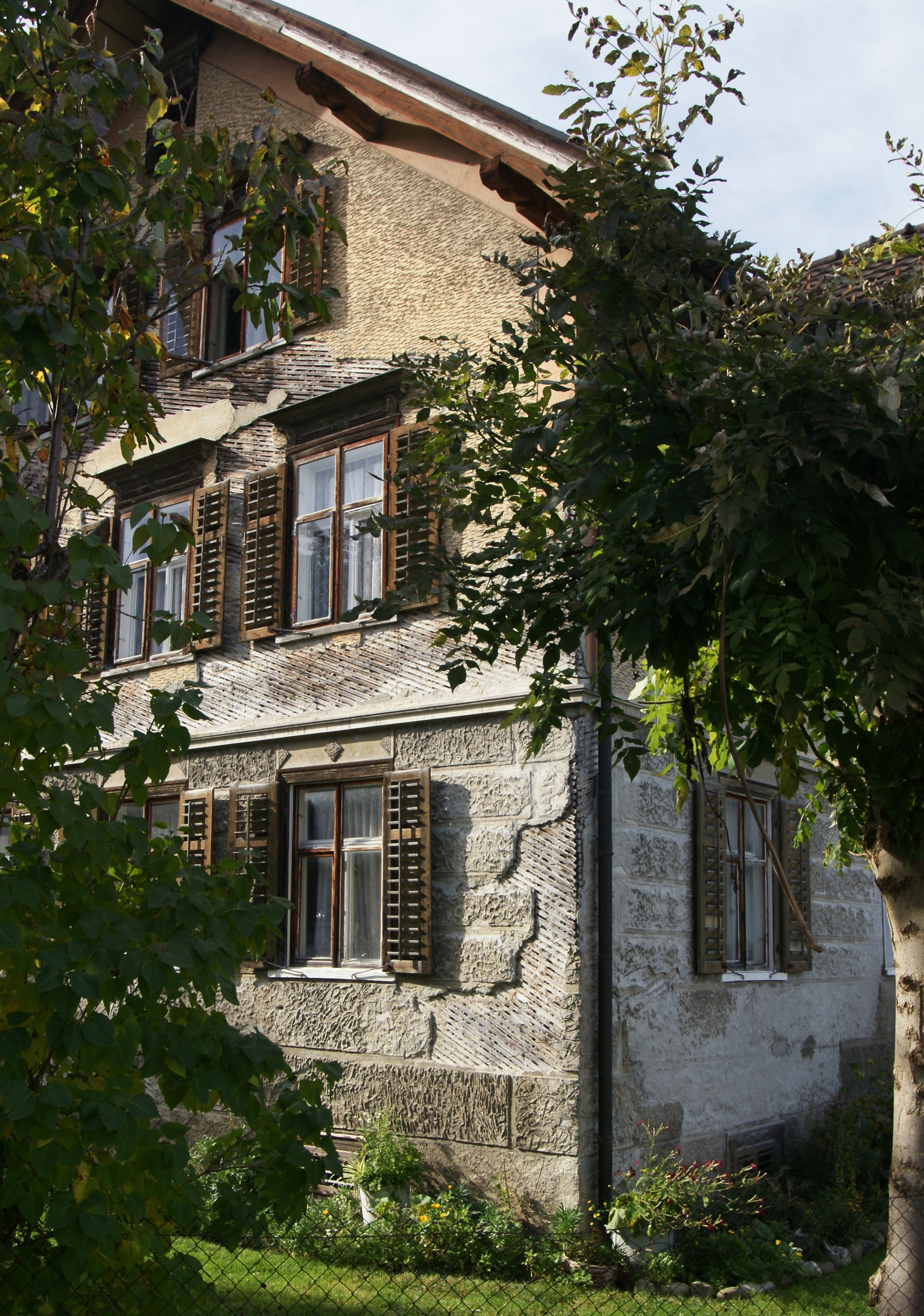
Putzträger mit Holzstäben

Architektur und Bauwerksgestaltung, bauphysikalische Erfordernisse (z. B. Wärmedämmung) klimatische Einflüsse (Temperatur und Feuchtigkeit) und konstruktive Notwendigkeiten machen bei den heutigen Bauweisen die Verwendung unterschiedlicher Baustoffe innerhalb einer zu putzenden Fläche erforderlich. Die daraus resultierenden erhöhten Anforderungen an den Putz können nur mit zusätzlichen Maßnahmen (Putzträger, Putzarmierung) erfüllt werden, die zu einer wesentlichen Senkung der Rissgefahr sowie vereinfachter und dauerhafter Montage beitragen.
Den bautechnischen Bedürfnissen Rechnung tragend wurde eine umfangreiche Palette von Putzträgern und -armierungen entwickelt.

## Begriff
Putzträger sind konstruktive Hilfsmittel, die zur Herstellung einer von der Unterkonstruktion (z. B. Mauerwerk, Holzständerwerk) weitgehend unabhängigen Putzschale dienen. Ein Putzträger ist ein selbstständiger Putzgrund, der imstande ist, eine Putz-Mörtellage dauerhaft zu tragen. Putzträger können keine Putzarmierungen ersetzen. Gemäß ÖNORM B 2210, 1.3.3 (12) und ÖNORM B 3346 5.5.2 gelten Putzträger als eigener Putzgrund. Putzträger haben die Aufgabe, ungeeigneten oder fehlenden Putzgrund (beispielsweise Risse, Materialwechsel im Untergrund, Schlitze und/oder Öffnungen) zu überbrücken. Der Putzträger schafft einen zum Putzen geeigneten Putzgrund und hat dabei das Eigengewicht des Putzmörtels, an Fassaden zusätzlich auch noch Winddruck und Windsog, über die Befestigungen und/oder Verankerungen in den festen, massiven Untergrund bzw. in die Unterkonstruktion abzutragen. Putzträger können aus Schilfrohr, Drahtziegelgewebe, Streckmetall (Rabitz) und gebundenen Holzwolleplatten bestehen.

## Geschichte
Weil Putz auf glatten Steinflächen und mit dem Feuchtegehalt der Umgebung quellenden und schwindenden Holzelementen nicht gut haftet, war es schon früh üblich, Putzflächen durch den Zusatz von Stroh und anderen Fasern zu bewehren und durch verschiedene Maßnahmen mit dem Untergrund zu verbinden.
Markus Vitruvius Pollio, kurz Vitruv genannt, deutet in seinem Werk „Zehn Bücher über die Architektur“ (De Architektura Libri Decem) den Auftrag von Lehm- und Kalkputzen auf mit Ruten und Schilfrohr überspannten Fachwerkwänden sowie die Herstellung von Rohrgewölben an.
Während Antonio Averlino Filarete, kurz Filarete genannt, Putzträger nur knapp behandelt, beschäftigt sich Leon Battista Alberti (1404–1472) ausführlicher mit diesem Thema.
Die Verwendung von Pflanzenfasern, Rohrstängeln und Holzstäben zur Herstellung von Putzträgern wurde in der handwerklichen Ausführung mit der Zeit so vollendet, dass viele Putzarbeiten ohne wesentliche Schäden bis in unsere Tage erhalten blieben. Das Stuckateurgewerbe gelangte besonders im Rokoko (1720–1775) zu großer Blüte. Bedeutende Künstler schufen glanzvolle Kunstwerke. In der Schriftenreihe „Die Künstler Wiens“, die sich auf das reiche Quellenmaterial des Wiener Stadtarchivs stützt, hat L. Sailer das Teilgebiet über „Die Stukkateure“ bearbeitet. In Sailers Schrift wird die Entwicklung des Stuckateurgewerbes, eine alphabetische Aufzählung der bekannten Stuckateure (mit Lebensdaten) gebracht und in einer Beilage auch das Privileg vom 23. Mai 1709 für Stuckateure. Schon aus Leon Battista Alberti (1404–1472) Ausführungen über Flechtwerk in Mauern, die er „bloße Krusten“ statt „Schalen“ (in der Übersetzung von M. Theuer) nennt, ist ersichtlich, dass dem Flechtwerk als Putzträger auch statisch-konstruktive Bedeutung zukommt. Von der Verwendung des Lehms mit dem Flechtwerk bis zur Verbindung von Beton mit Eisen war noch ein weiter Weg zurückzulegen. Der Pariser Gärtner Joseph Monier hat 1860 in Beton, aus dem er seine Blumenkübel herstellte, zur Verstärkung Eisendrähte eingebettet. 1867 nahm er ein Patent auf die Herstellung von tragbaren Gefäßen aus Zementmörtel mit Eiseneinlagen, dem 1878 ein Zusatzpatent als eigentliches Monier-Patent folgte.
Zur Anwendung kamen entweder
- Putzmörtelträger aus einzelnen kleinen Elementen,
- Putzmörtelträger aus Plattenelementen mit rauer Oberfläche,
- Putzmörtelträger aus zusammenhängenden Geflechten oder Netzen

Die Putzmörtelträger aus einzelnen kleinen Elementen, zum Beispiel aus Holzleisten, Rohrstängeln, Gipsplatten und so weiter sind in Österreich nur mehr in einzelnen Sonderfällen bei Bauherstellungen in Verwendung, so zum Beispiel zur Sicherung des Putzes über Holzfachwerken, zu Sicherung des Putzes bei einzelnen Steinmauerausführungen und dergleichen mehr. Die Anwendung dieser Art von Putzmörtelträgern bleibt auf Einzelfälle beschränkt, da sie viel Zeit in Anspruch nimmt und teuer ist. Dennoch ist der Putzmörtelträger aus einzelnen Elementen in der Gesamtdarstellung als Ursprung der Putzträger anzuführen.
Die Putzmörtelträger aus Plattenelementen mit rauer Oberfläche umfassen vornehmlich die Gruppen der Holzwolle- bzw. Holzwollefaserplattenelemente. Diese Plattenelemente erfüllten in ihrem naturgegebenen Wirkungsbereich eine wertvolle Funktion im Bauwesen. Der Großteil dieser Erzeugnisse besitzt nicht die notwendige Dauerbeständigkeit und Feuersicherheit für die an Putzmörtelträger zu stellenden Anforderungen. Diesen Platten kommen technisch ganz andere Funktionen im Wärme- und Schallschutz, als Unterlage zu Fußbodenbelägen, Auskleidung von Innenräumen und so weiter zu.
Putzmörtelträger aus zusammenhängenden Geflechten oder Netzen. Die Rohrbauern an der Seenplatte von Berlin, welche die Stadt mit losem Schilfrohr belieferten, begannen als erste – auf Anregung eines Webers – zu Beginn des 18. Jahrhunderts, die Schilfrohrstängel mit Bast, dann mit Hanfspagat, noch später mit Bindedraht zu verweben, indem sie sich primitiver Webstühle bedienten, die mancherorts noch heute betrieben werden. Um die Mitte des 19. Jahrhunderts erfand, zur Verbesserung dieser bis dahin primitiven Webmethoden, der Baumeister Carl Stauss aus Finsterwalde den ersten mechanischen Rohrwebstuhl. Er ergänzte das primitive Erzeugnis märkischer Hausindustrie durch Einziehung eines 1 mm starken Kettdrahtes, welcher, im Abstand von 15 bis 20 cm eingewebt, das nachträgliche Anbringen von Unterzugsdrähten bei Rohrgewebeausführungen unnötig machte. Diese Rohrgewebetypen haben sich bis heute erhalten.

Das Schilfrohrgewebe verdrängte vollkommen die Einzelbefestigung von Rohrstängeln auf Holzschalungen oder Lattung und ermöglichte einen viel rascheren Baufortschritt durch die mechanische Verwebung des Schilfrohres zu Rohrgewebematten.
Die mechanische Verwebung der Schilfrohrstängel war durch Form und Ausmaß des Naturproduktes in vier bestimmte Verarbeitungsmethoden gedrängt:
- Das einfache Rohrgewebe: Bei diesem sind die Stängel in Abständen von circa 5 bis 10 mm voneinander angeordnet und entweder mit einem starken Draht gebunden oder mit gleich starken Schuss- und Kettdrähten gehalten. Das einfache Rohrgewebe wird am Bau zur Herstellung von Deckenuntersichten verwendet, aber auch für Verkleidungen von Holzwänden usw. In einfacher Lage wird es auf mehr oder minder nicht angeordneter Schalung verarbeitet, unter Stahlbetondecken auch ohne jede Schalung, in solchen Fällen kreuzweise verlegt und mit stärkeren Versteifungsdrähten unterstützt.
- Das Doppelrohrgewebe, das hauptsächlich in den zum schwäbischen Kulturgebiet gehörigen Ländern verwendet wird, ist ein Gewebe, bei dem ober- und unterhalb des starken Kettdrahtes Rohrstängel im Verbund liegen kommen. Der Zweck dieser Anordnung ist, ein steiferes Gewebe zu erzielen, bei dem möglichst an Holzschalung bei der Verarbeitung von Deckenuntersichten gespart werden kann.
- Das dichte Rohrgewebe ist dadurch gekennzeichnet, dass Stängel an Stängel gepresst verwoben werden, derart, dass ein Durchdringen des Mörtels verhindert wird. Diese dritte Form der Schilfrohrgewebe stellt jedoch bereits einen Übergang zur Schalung selbst dar, wird auch ausschließlich als solche, zum Beispiel vornehmlich bei Stahlbetondecken zur Ausbildung der Rohrzellenhohlkörper, verwendet.

Die Rohrgewebematten, bei welchen nur die dünnsten Stängel und Stängelspitzen zu einer dichten, 1 bis 1,5 cm rollbaren Schichte zusammengepresst und zugleich verwoben werden, stellen einen Übergang von gewebten Putzmörtelträgern zu jenen der Plattensysteme dar. Die Rohrgewebematten werden wohl auch zu Bauausführungen herangezogen, sind aber vornehmlich als Wärmeschützelement gedacht und verwendet. Das Verweben der Schilfrohrstängel musste den Gedanken auslösen, auch die in holzreicheren Gegenden als Putzmörtelträger verwendeten Holzleisten mit Draht zu einem Gewebe zu verarbeiten. So entstanden die Holzstabgewebe. Auch da gibt es mehrere Ausführungsarten einfacher und doppelter Gewebe und überdies, entsprechend den Möglichkeiten, die Holzstäbe in der Form verschieden zu gestalten, alle möglichen drei-, vierkant und trapezartigen Querschnitte mit verschiedenen Drahtverbindungen. Naheliegend war auch, die Holzstäbe durch Einkerbungen zu verzahnen und so für die Umklammerung des Mörtels geeigneter zu machen. Gänzlich abweichend von diesen in Mitteleuropa noch um ca. 1933 ziemlich häufig verwendeten Holzstabgeweben ist das in Südfrankreich bis in die Mitte des 19. Jahrhunderts verwendete Holzspangeflecht. Bei diesem Putzmörtelträger sind circa drei Zentimeter breite Holzspäne maschenartig verflochten. Diese wurden in nicht allzu großen, biegbaren, aber nicht rollbaren Elementen durch Aufnageln auf die entsprechend weit voneinander liegenden Tramen (Stützbalken) als Putzmörtelträger zu Deckenuntersichten verwendet.

Allen diesen Putzmörtelträgern aus Schilfrohr oder Holz sind die Merkmale mehr oder minder gemeinsam, welche zellulosehaltige Körper im Allgemeinen und ganz besonders im Bauwesen aufweisen. Im geringsten Maße finden wir diese Nachteile beim Schilfrohr, welches durch die während des Wachstums aufgenommenen Bodensilikate nach dem Schnitt und Trocknung eine Art Versteinerungsprozess mitmacht. Natürlich muss man sich hüten, ungetrocknetes, noch grünes Schilfrohr zu verweben oder derart verwebte Rollen am Bau zu verarbeiten. In Brandfällen hat Schilfrohr als Putzträger sich im Allgemeinen gut bewährt, nur wenn die Hitzeentwicklung länger andauert, tritt durch die Ausdehnung der in den einzelnen Rohstängelzellen eingeschlossenen, mehr erhitzten und deshalb sich ausdehnenden Luft mit knallartigen Explosionen ein Bersten der ganzen Verputzfläche ein. Bei den Holzstabgeweben ist die Gefahr des Schwindens beim Trocknen und es Aufquellens bei starker Luftfeuchtigkeit besonders dann gegeben, wenn diese Putzmörtelträger nicht vollständig im Mörtel eingebettet sind. Die oft gehörte Behauptung, dass schon durch die Feuchtigkeit des angeworfenen Mörtels das Holz zum Treiben gebracht wird und infolgedessen der Putz beim Austrocknen Schwindrisse bekommen muss, ist unstichhaltig. Tatsache ist dagegen, dass nur verhältnismäßig dünne Holzleisten zu Holzstabgeweben verarbeitet werden können, da bei stärkerem Querschnitt die Austrocknung nach dem Verputzen eine unregelmäßige wäre und die vom Verputz nicht erfassten Teile früher austrocknen würden als die Eingebetteten. Allen Schilfrohr- und Holzstabgeweben ist eigentümlich, dass sie, entsprechend der Struktur der Stängel oder der Stäbe, zwar rollbar, aber nicht nach jeder Richtung biegbar sind. Die kurz angedeuteten Nachteile der zellulosehaltigen Putzmörtelträger habe immer stärkere Verwendung von Eisendrahtgeflechten im Bauwesen zur Folge gehabt. Auch bei den Putzmörtelträgern aus Drahtgeflechten gibt es die verschiedenartigsten Ausführungen, die sich teils durch die geometrische Anordnung der Drähte, teils auch durch Herauspressung von Maschenrillen zwecks innigeren Verbunds mit dem Putzmörtel unterscheiden. Diese Eisendrahtgewebe, allgemein als Rabitzgewebe bekannt, werden für Einlagen in Zement- oder Kalkmörtel blank geliefert, dagegen verzinkt, wenn mit Gips- oder Gipskalkmörtel gearbeitet werden soll, um ein Verrosten durch die Schwefelverbindungen des Gipses zu verhindern. Alle Ausführungen auf Rabitzgewebe zeichnen sich bei sachgemäßer Ausführung durch Rissfreiheit und große Feuersicherheit aus. Doch ist die Arbeit keineswegs leicht, und erst der Zusatz von Haaren zum Putzmörtel ermöglicht eine sachgemäße Anbringung des Verputzmörtels.

### Die Erfindung des Stauss-Ziegelgewebes
Um 1880 hat das Preußische Landwirtschaftsministerium die damals bedeutendsten Stuckateurrohrgewebefabriken Deutschland, die Brüder Paul, Max und Otto Stauss aus Cottbus, zu sich beschieden, um ihnen mitzuteilen, dass für die Stallungen der Staatsdomänen, namentlich für die Zuchtgestüte, Stuckateurrohrgewebe nicht mehr in Frage kommen könne, da in wiederholten Fällen durch Abfallen von Mörtelteilchen Schädigungen des Augenlichts der Tiere eingetreten sind. Diese Abbröckelungen haben ihre Ursache darin, dass bei den zellulosehaltigen Putzmörtelträgern – durch die hygroskopischen Eigenschaften derselben – feine Haarrisse entstehen, welche sich durch die in den Stallungen aufsteigenden Ammoniakdämpfe verhältnismäßig rasch erweiterten und dann die vorgenannten Übelstände verursachen. Die Verwendung der gewöhnlichen Rabitznetze erschien umständlich, der für Stallungen vorgeschriebene reine Kalkmörtel wollte ohne den rasch abbindenden Gipszusatz nicht recht halten. Die zu lösende Aufgabe bestand nun darin, einen neuen, allen Anforderungen entsprechenden Putzmörtelträger zu finden. Das Ergebnis der hierauf begonnenen mehrjährigen Versuche war ein Putzträger, der aus einem Stahldrahtgeflecht besteht, an dessen Kreuzungsstellen rautenförmige Knöpfe aufgepresst und hierauf ziegelhart gebrannt sind. Die Erfindung jenes Drahtziegelgewebes, welches nach den Erfindern „Staussziegelgewebe“ genannt wurde und das gleichzeitig alle Forderungen, die die moderne Technik an einen neuzeitlichen und hochwertigen Putzmörtelträger stellt, erfüllt, beweist, wie weit hier europäischer Erfindungsgeist seiner Zeit voraus war. Im Jahre 1889 hat dann Paul Stauss in Cottbus das erste Patent (DRP. 51.158) auf seine Erfindung des Drahtziegelgewebes erhalten. Er ist dieser Paul Stauss niemand anderer als der Enkel jenes Baumeisters aus Finsterwalde, der den ersten mechanischen Rohrwebstuhl aufstellte. So hat diese Familie für die Entwicklung der Putzmörtelträger zweimal Entscheidendes geleistet. Die Erfindung des Staussziegelgewebes ist ihrer Zeit weit vorausgeeilt und hat mit einer fast sonderbar anmutenden Hellsichtigkeit damals bereits Entwicklungen vorweggenommen, die erst viel später mit den Fortschritten des Stahl- und Stahlbetonbaues zur allgemeinen Verwertung gelangten. Wir müssen uns in diese Zeit zurückversetzen, um die rein technische Leistung voll zu erfassen. Damals war das Rohrgewebe noch das Glanzprodukt unter den Putzmörtelträgern, und Rabitz hatte mit der Verwendung von Eisendrahtgeweben zu Verputzzwecken erst begonnen, sich im Berliner Bauwesen einzuführen. Die Stahlbetontechnik war noch in den Kinderschuhen, die statische Berechnung solcher Konstruktionen ein Gebiet, das erst in den Anfängen der Erforschung war.
Der jahrtausendealte Ziegelton, auf einem Minimalquerschnitt reduziert und durch Stahleinlagen armiert, das sind für jeden wirtschaftlich denkenden, modernen Techniker Begriffe, welche weit über die Bedeutung eines Putzmörtelträgers hinausreichen. Und damit begeben wir uns von der formgebenden Charakteristik in konstruktive Probleme, welche festzustellen und auszuwerten eine weitere dankenswerte Aufgabe darstellt. Über die Untersuchungen und Berechnungen, die bisher mit Staussziegelgewebe allein und mit Bauteilen, die mit Verwendung von Drahtziegelgewebe ausgeführt waren, angestellt wurden, und über die großen Anwendungsmöglichkeiten, die sich hieraus ergeben, wird gesondert berichtet. Sie erbringen den Beweis, dass durch die Verwendung des Staussziegelgewebes in der Bauwirtschaft ein grundsätzlicher Fortschritt ermöglicht wurde und noch bedeutende weitere Verbesserungen konstruktiver und wirtschaftlicher Art erzielt werden können, wenn Staussziegelgewebe statisch, konstruktiv und handwerklich richtig zur vollen Auswirkung gebracht wird.
Rudolf Sailinger beurteilte diese Ausführung generell in folgendem Wortlaut: „Das Staussziegelgewebe ist eine Fortbildung und Vervollkommung des Rabitznetzes durch gebrannte Tonelemente. Dadurch entsteht eine Reihe bemerkenswerter neuer Eigenschaften, die den Verwendungszweck verbessern und erweitern. Hierzu gehören eine erhöhte Risssicherheit und Vorteile der Ausführung. Die technologischen Eigenschaften, die statische Funktion des Staussgewebes und sein Zug- und Biegewiderstand wurden durch strenge Untersuchungen in wissenschaftlichen Materialprüfungsanstalten erforscht. Der Widerstand gegen dynamische Wirkungen, gegen Frost und Feuer sowie die Wärmedämmung wurden einwandfrei ermittelt. Zusammenfassend wird festgestellt: Das Staussziegelgewebe hat dauernde und richtungsgebende Bedeutung sowohl als Putzträger wie auch als Bewehrungsnetz im statischen Sinn des Stahlbetonbaues, insbesondere zur Kraftverteilung und Aufnahme der Schwingung in Platten, zur Schubbewehrung in Balken und Umschnürung in Säulen.“
Heute ist Stauss keine Markenbezeichnung, sondern bezeichnet eine Produktgattung, die auch (Draht)Ziegelgewebe genannt wird. Stauss-Ziegelgewebe wird weltweit von vielen Firmen produziert und stellt einen der wichtigsten Vertreter der Putzträger dar.

## Haftung des Putzes am Putzgrund
Die Haftung eines Putzes hat im Wesentlichen drei Ursachen:
- Adhäsion des nassen Frischmörtels
- kapillare Saugfähigkeit des Putzgrundes
- mechanische Anhaftung durch „Verkrallung“ an der Putzgrundoberfläche

### Adhäsion: Nasshaftung
Durch das Anwerfen bzw. Aufspritzen des nassen Frischmörtels an den Putzgrund entsteht an der Berührungsfläche zwischen Mörtel und Putzgrund ein zeitlich begrenzter Unterdruck. Dieser ist für die Anhaftung des frischen Mörtels am Putzgrund zum Zeitpunkt des Putzauftrages erforderlich. Wird eine zu dicke und/oder zu schwere Putzlage auf einem sehr glatten, nicht saugenden Putzgrund aufgebracht, rutscht diese ab; sie fällt herunter, da sie keine bzw. zu wenig Adhäsion hat.

### Kapillare Saugfähigkeit
Die im frischen Putzmörtel enthaltenen Bindemittel (Kalk, Zement, Gips u. a.) werden vom Putzgrund angesaugt (Kapillares Saugvermögen). In den Kapillaren reagieren die Bindemittel mit dem Wasser (hydraulisch) oder mit der Luft (CO2) und beginnen dort zu kristallisieren. Die dabei entstehenden Kristalle pressen sich in die Kapillaren bzw. Poren des Putzgrundes und „verfilzen“ die Putzlage mit dem Untergrund. Ist ein Putzgrund zu stark saugend, entzieht dieser dem Frischmörtel zu schnell das Wasser. Der Putz „verdurstet“. Die Bindemittel haben keine Möglichkeit, ausreichend zu reagieren. Eine nur schwache „Verfilzung“ infolge verminderter Kristallisation führt daher zu geringerer Haftung der Mörtellage am Putzgrund.

### Mechanische Haftung – Verkrallung
Der ansteifende bzw. erhärtende Putzmörtel erhält eine zusätzliche Verbindung mit dem Untergrund, indem er sich in noch plastischem Zustand in alle Vertiefungen bzw. Erhöhungen des Putzgrundes legt und sich daher im abgebundenen Zustand dort „verkrallen“ kann. Daher ist rauer Putzgrund besser geeignet als glatter.

### Zusammenwirken
In der Regel wirken alle drei Parameter hintereinander (z. B. Adhäsion → Saugfähigkeit, Adhäsion → Verkrallung) und auch nebeneinander (z. B. Adhäsion + Saugfähigkeit, Saugfähigkeit + Verkrallung).

## Der Unterschied Putzträger – Putzarmierung
Erst durch die Art der Lage (bzw. auf Grund einer allfälligen Befestigung im Untergrund) der verwendeten Gitter und Gewebe wird deren Funktion als Putzträger oder als Armierung festgelegt.
Ein Putzträger kann unter bestimmten Voraussetzungen die Funktion einer Putzarmierung übernehmen. Eine Putzarmierung (Drahtgewebe, Textilglasgitter u. ä.) kann jedoch nicht die Funktion eines Putzträgers (Stauss-Ziegelgewebe u. ä.) übernehmen.
Ein armierter Vorspritzer übernimmt (im angebundenen Zustand) die Funktion eines Putzträgers.
Eine Putzarmierung ist eine Einlage in den Putz bzw. in eine Spachtelschicht. Sie verbessert die Zugfestigkeit des Putzes bzw. der Spachtelung.
Ein Putzträger ist ebenfalls in den Putz eingelagert, wirkt jedoch selbsttragend.
In besonderen Anwendungsfällen kann die Verwendung eines Putzträgers und die zusätzliche Anbringung einer Putzarmierung von Vorteil sein.
Beispiele:
- Rückseite von großen, die gesamte Mauerdicke ausfüllenden Elektro-Verteilerkästen
- Bei unterschiedlich gedämmten Fassaden ist im Eckbereich von Öffnungen eine Diagonalbewehrung anzubringen.

## Arten von Putzträgern

### Streckmetall und Drahtgewebe
Rabitzgitter bestehen oftmals aus Streckmetall oder verzinktem Drahtgewebe und werden zur Herstellung von Rabitz verwendet.

### Schilfrohrmatten
Schilfrohrmatten bestehen aus Schilfrohr, das mit verzinktem Draht einfach, halbdicht oder dicht gebunden ist. Rohrmatten werden in Mattenform aber auch in Rollen hergestellt. Schilfrohrmatten werden als Putzträger im Neubaubereich meist nicht mehr verwendet, wohl aber beim ökologischen bzw. biologischen Bauen sowie im Bereich der Sanierung und/oder Wiederherstellung alter bzw. historischer Putzflächen. Schilfrohr ist im Vergleich zu moderneren Putzträgern organisch, kann dadurch auf Feuchte reagieren und benötigt außerdem einen flächigen Untergrund. Bei Putzschäden vor allem im Außenbereich oder sonstigen Feuchtigkeitsproblemen können Schilfrohrmatten mit der Zeit verrotten.

### Holzfaserplatten
Holzwolle mit mineralischen Bindemitteln, vor allem Zement oder Magnesit.

### Drahtziegelgewebe
Drahtziegelgewebe ist ein Putzträger mit Ziegeloberfläche. Das normgemäße Drahtnetzgewebe ist ein quadratisches Drahtgeflecht von etwa 2 cm Maschenweite mit auf den Kreuzungsstellen aufgepressten und gebrannten Tonrauten/Tonkreuzchen. Die dazwischen befindlichen Öffnungen betragen etwa 25 % der Gesamtfläche. Es wird gemäß ÖNORM B 3645 in Rollen und Matten gefertigt.
Der Frischmörtel dringt durch die Öffnungen hindurch und breitet sich auf der Hinterseite zu pilzförmigen Pfropfen aus und bekommt damit einen kraftschlüssigen Verbund mit dem Putzträger. Der Mörtel haftet auch durch die kapillare Saugfähigkeit an den Tonrauten des Drahtziegelgewebes.

## Anwendungsmöglichkeiten

### Innenputz:

#### Brandschutz
Nichtbrennbare Putzträger eignen sich zur brandsicheren Verkleidung von Bauteilen und Leitungen.
Hinsichtlich Putzart, Putzdicke und Putzarmierung sind dafür die Vorschriften der Hersteller und im Besonderen die ÖNORM B 3800, Teil 1 bis 4 zu beachten.
In Deutschland findet man dazu Angaben in der DIN 4102 Teil 4.

#### Rauchfänge in einer gemauerten Wand
Der Rauchfang (Kamin) ist als statisch selbstständiger Baukörper zu sehen. Technisch einfach zu bewältigen ist eine Bauausführung, bei der der Rauchfang an oder neben der Wand steht und diese ohne Unterbrechung an ihm vorbeiführt. Aus optischen Gründen wird jedoch der Rauchfang meist an einer Seite wandfluchtig/wandbündig ausgeführt, sodass die Wand an beiden Seiten des Rauchfanges ansteht; an der anderen Seite steht der Rauchfang aus der Wandflucht vor.
Wird an der fluchtigen Seite ein Putzträger nur links und rechts am Mauerwerk befestigt, so trägt der Putzträger die Putzschale im Bereich der Rauchfanges. Wenn zwischen Putzträger und Rauchfang eine Trennschichte (z. B. Bitumenpapier) ausgeführt wird, kann sich der Rauchfang dahinter geringfügig bewegen.
Auf der vorstehenden Seite sollte der Rauchfang mit einem Putzträger ummantelt werden. Die entstehende „Hülse“ um den Rauchfang erzeugt eine von seinen Bewegungen weitgehend unabhängige, rissfreie Putzschale.

#### Putz über beweglichem Untergrund (z.B. Holz)
Ist das unterbrechungsfreie Putzen von Holzbauteilen gefordert, ist zwischen dem Putzträger und der Holzfläche eine Trennschichte (z. B. porenoffenes Bitumenpapier) einzulegen.
Holz verändert sich jedoch nicht nur bei Feuchtigkeitseinwirkung durch das Putz-Anmachwasser, welches durch das Bitumenpapier verringert wird, sondern reagiert auch jahreszeitlich, klimatisch verschieden.
Folien sind als Trennschichte nicht geeignet, da Schimmelgefahr besteht.
Der Putzträger darf keinesfalls am Holz selbst befestigt werden, da die Bewegungen des Holzes sonst auf die Putzschale übertragen werden.

### Außenputz:

#### Putz über gedämmten Bauteilen
Jalousiekästen, Gebäude-Sockeldämmungen, Deckenrand-Dämmungen usw. sind immer wieder Ursache für Risse im Fassadenputz. Meist ist eine unzureichende Putzarmierung, verbunden mit einem zu raschen zeitlichen Ablauf der Putzarbeiten (ungenügende Austrocknung der einzelnen Putzlagen), dafür verantwortlich.
Die Verwendung von Putzträgern und die fachgerechte Befestigung am stabilen Mauerwerk sind zwar kostenaufwendiger, vermindern aber die Gefahr einer Rissbildung wesentlich.